# .rs
.rs — национальный домен верхнего уровня для Сербии. Название происходит от официального названия Сербии, записанного на английском языке: англ. Republic of Serbia от серб. Репу̀блика Ср̀бија.
Регистрация сайтов в этом домене была начата 10 марта 2008 года. Планировалось прекратить регистрацию в домене .yu при открытии регистрации в домене .rs, однако позже было решено оставить домен .yu до 30 сентября 2009 года.
Часто используется для размещения сайтов технологий, связанных с языком программирования Rust, имеющим расширение .rs.